# Anny Ahlers
Anny Ahlers (Hamburgo, Alemania; 21 de diciembre de 1907 - Londres, Inglaterra; 14 de marzo de 1933) fue una cantante y actriz alemana.

## Carrera
Nació fruto de un matrimonio entre Wilhelm Ahlers y su esposa Augusta Victoria Lieberg. Su padre era un oficial del ejército y su abuela materna era inglesa. Ahlers comenzó su carrera a la edad de cuatro años, actuando como bailarina en funciones de circo. A los siete años estudió en la Operatic School of Dancing de Hamburgo. Su papel principal fue en la opereta Casanova, compuesta por Ralph Benatzky. Este papel estableció su popularidad en Berlín.
En 1928, Eric Charell la llevó a trabajar en las operetas de Berlín. Actuó en la opereta original de Paul Abraham, Die Blume von Hawaii. De adolescente estudió ballet y canto.
También hizo seis películas de 1928 a 1931 y consiguió un compromiso para una opereta en Londres debido a su hermosa voz. Trabajó con estrellas de la talla de José Wedorn, Sig Arno, Kurt Gerron, Ida Wüst, Lotte Neumann, Johannes Riemann, Walter Janssen, Ernö Verebes, entre muchos otros. El público la amaba y rápidamente se convirtió en una de las estrellas más populares de Europa. Consiguió papeles principales en las películas True Jacob y The Company's In Love.
En diciembre de 1931, apareció con Richard Tauber en una opereta de Erich Wolfgang Korngold en el Admiralspalast de Berlín. Se trataba de Das Lied der Liebe y estaba basada en la opereta de Johann Strauss Das Spitzentuch der Königin. Estuvo representándola hasta marzo de 1932, después de lo cual se fue a Londres, Inglaterra, para aparecer junto a Heddle Nash en la opereta The Dubarry en el teatro de Su Majestad. Aunque ella no hablaba inglés, su canto ganó excelentes críticas. Los críticos la llamaron "vivaz" y dijeron que estaba destinada al estrellato de Hollywood. 

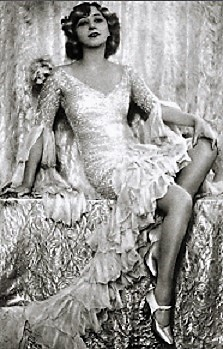
Ahlers en la década de 1930

## Vida privada y suicidio
Tuvo una fugaz relación con el productor Stanley Scott. 
Durante una actuación en septiembre de 1932, tuvo una crisis nerviosa en el escenario. El espectáculo se canceló mientras ella se recuperaba en un balneario. Comenzaron los rumores de que había desarrollado una adicción a la morfina y las pastillas para dormir. En ese momento comenzó a salir con Sir Merrik Burrell, un millonario recientemente divorciado. Él le dio un anillo de esmeralda y le encargó un retrato de ella al artista Philip Alexius De Laszlo. 
El 14 de marzo de 1933, mientras se encontraba en Londres, murió en circunstancias controvertidas después de saltar desde su ventana del balcón del segundo piso del hotel donde vivía y romperse el cuello tras la caída, en un aparente suicidio. Su muerte fue atribuida tanto a la morfina que había tomado mientras sufría de tuberculosis como al alcohol y a las pastillas para dormir que estaba tomando debido al insomnio severo. Su ama de llaves comentó a un periodista en su momento que Anny era sonámbula y que podría haberse caído. Sin embargo, el forense dictaminó que su muerte fue un suicidio. Fue cremada y sus cenizas fueron enterradas en Hamburgo. Su lápida sepulcral se trasladó al Jardín de Mujeres inaugurado en 2001. Tenía 25 años.

## Filmografía
- Casanova (1928)
- Madame Pompadour (1931)
- Die Faschingsfee (1931)
- The True Jacob (1931)
- Kabarett-Programm Nr. 5 (1931)
- Die Liebesfiliale (1931)
- The Company's in Love (1932)
- Die verliebte Firma (1932)[2]

## Discografía
- I Give My Heart / The Dubarry.[3]